# Волоцюги дгарми
«Волоцюги дгарми» (англ. The Dharma Bums) — роман американського письменника Джека Керуака, виданий в 1958 році. У творі описуються події, що відбувалися в житті автора в період з 1955 по 1956 роки.

## Відомості про твір
У сюжеті книги описуються факти біографії самого автора. У 1954 році тридцятидворічний Джек Керуак відкриває для себе буддизм і стає на шлях просвітлення, що сильно відбивається на творчості письменника. Прагнення до набуття свого саторі і прихильність головного героя до цього релігійно-філософського вчення описано впродовж всієї сюжетної лінії роману. Крім релігії, в книзі зачіпаються такі теми, як альпінізм, велосипедний спорт, подорож автостопом, самогубство, оргії тощо. Характери героїв твору багато в чому були списані з рідних і друзів письменника. Спочатку Керуак задумував використати справжні імена людей, з яких були списані риси характеру для героїв його книги, проте цю ідею відхилили видавці автора. У романі Керуак постає в образі одного з «волоцюг дгарми» Рея Сміта. В образі іншого головного героя Джефі Райдера втілено Ґері Снайдера, друга Керуака.

## Критика твору
Твір отримав суперечливі відгуки критиків. Однією з найважливіших фігур, що сприяли розвитку буддизму в США Рут Фуллер Сасакі, був відзначений ідеально списаний образ Ґері Снайдера, проте образом Керуака вона була незадоволена; на її думку, він нічого не знав про буддизм. Сасакі була вражена окремими захопливими моментами у творі, але помічала, що автор зовсім не розкриває свого таланту і йому бракує уяви. Сам Ґері Снайдер, з якого був списаний характер для одного з головних героїв книги, спочатку дуже тепло відгукувався про цей роман, але згодом дорікав Керуакові за жінконенависницьке тлумачення буддизму.